# Dolná Mičiná
Dolná Mičiná és un poble i municipi d'Eslovàquia que es troba a la regió de Banská Bystrica.

## Història
La primera menció escrita de la vila es remunta al 1402.

## Demografia
| Godina             | 1994 | 2004    | 2014   | 2024    |
| ------------------ | ---- | ------- | ------ | ------- |
| Nombre de persones | 322  | 362     | 392    | 520     |
| Diferència         |      | +12,42% | +8,28% | +32,65% |

| Godina             | 2023 | 2024   |
| ------------------ | ---- | ------ |
| Nombre de persones | 516  | 520    |
| Diferència         |      | +0,77% |